# Leishmania naiffi
Leishmania naiffi — вид паразитичних екскават роду лейшманія (Leishmania) родини трипаносоматид (Trypanosomatidae). Збудник американського шкірного лейшманіозу.

## Епідеміологія
Паразит, виділений у 1979 році з дев'ятипоясного броненосця (Dasypus novemcinctus). Збудник можна було відрізнити від інших південноамериканських видів лейшманій ізоферментними методами та різними моноклональними антитілами. У різних броненосців уражалася селезінка, рідше печінка і ще рідше кров із серця. Шкіра не страждала. Відповідні броненосці не виявляли жодних розпізнаних симптомів захворювання.
У людей збудник викликає шкірний лейшманіоз з переважно одним самозагоюваним виразковим ураженням на руках або ногах. Однак це резюме стосується кількох випадків, знайдених у літературі. Шкірно-слизових захворювань не виявлено до 2010 року. Патоген був виділений у бразильських штатах Пара, Рондонія та Амазонас, а також у Французькій Гвіані та Суринамі. З 2013 року збудника також виявили в Еквадорі. Тут також виявлені шкірно-слизові захворювання.
Єдиним відомим резервуарним хазяїном зоонозної хвороби людини є дев'ятипоясний броненосець (Dasypus novemcinctus). Оскільки господар широко поширений по всій Америці, але поки хвороба зустрічалася лише у згаданих районах джунглів Бразилії, Гвіани та Еквадору, причину локального обмеження слід шукати в самому збуднику або в переноснику. Піщана муха Lutzomyia ayrozai вважається основним переносником між броненосцями. Вважається, що причиною невеликої кількості захворювань людини є той факт, що цей вид піщанок є антропофільним лише в дуже незначній мірі. Дуже рідко збудник також був виявлений в антропофільних видів піщанок Lutzomyia paraensis і Lutzomyia squamiventris, які, як вважають, причетні до інфекції людини. В Еквадорі піщану муху Lutzomyia tortura також ідентифікували як переносника.